# 塚田詩織
塚田 詩織（つかだ しおり、1994年3月23日 - ）は、日本のAV女優。元クルーズグループ所属。

## 略歴
北海道出身。2013年10月にAVデビューしたAV女優。低身長ながら100センチを超える恵体であり、必然的に胸に特化した作品に多く出演。
2023年10月27日に開催された『CRUSES’ CREWS vol.4』内でデビュー10周年が祝われた。
2024年11月20日、ディアスグループへの事務所移籍、塚田詩織から塚田しおりへ改名を発表。

## 人物
趣味・特技は読書、舞台鑑賞、英会話、タイピング。
高校生の頃からHカップあったが、測るまではDカップだと思ってたとインタビューで語っている。
2021年1月、ゲオTVアダルトニュースメディアMANGO 爆乳AV女優ランキング（2021年版）にて、第4位を獲得。
AVライターの淫語魔は「成人コミックのヒロインのような体型」とボディラインを評している。ライターの芝田カズは「田舎のおぼこい娘が実は爆乳だったといった作品がドはまりする」と述べている。

## 出演

### アダルトDVD
2013年
- Hの経験は生涯で1度きり。 貴重なJカップの爆乳パイパン美少女デビュー（10月1日、キャンディ）
- Jカップ爆乳 パイパンソープ（11月1日、キャンディ）
- 18歳新人 可憐な美少女の巨乳輪 天使のJカップ ボイン塚田詩織ボックス（12月1日、ABC）
- 癒しの爆乳Jカップ 欲しがる女 塚田詩織 多情多感に感じるドMボディをヤリ放題!!中出しセックス（12月5日、アイエナジー）
- Jカップ敏感巨尻少女（12月13日、E-BODY）
- 巨乳のバツイチ女と縁あって再婚したら連れ子の娘が全員巨乳! 男に免疫のない日々を送って来た彼女たちは巨乳を押しつけ僕に男を求めてきた（12月13日、MUTTURi）
- 塚田詩織のJcup（101cm）おっぱいすげえw（12月15日、MARRION）
- その娘、爆乳につき 4 狙われたJカップ111cm（12月20日、チェリーズ）※「塚田しおり」名義
- 行列のできるパイズリ屋さん 舌で待ち受け挟射、ゴックン!（12月21日、シネマユニット・ガス）

2014年
- Jカップおっぱい家庭教師の誘惑 ボイン塚田詩織ボックス 2（1月19日、ABC）
- 可愛すぎる妹に萌えるボクの近親相姦エッチ（1月24日、TMA）
- Jan.2014 妹の爆乳は一見にしかず Jカップ111cm 塚田しおり（1月24日、チェリーズ）※「塚田しおり」名義
- 世界一受けたいJカップのパイズリ（1月25日、マルクス兄弟）
- パパに教わる中出し性教育（1月25日、本中）
- BBB BIG BOOBS BUTT（2月2日、メディア総販ソレイル）
- 射精は全てパイズリ発射! 挟射パイズリクライマックス ボイン塚田詩織ボックス 3（3月1日、ABC）
- 撮り下ろしSPECIAL しつこいセルフ乳首舐めとパイズリ（3月1日、シネマユニット・ガス）
- ほぼオッパイが見えてるんですけど…。 去年まで女子校で今年から共学になった○校に入学したらクラスで男子は僕ひとりぼっち!! 体育の授業前、同級生が急に着替えだし、あまりにも巨乳過ぎて服を脱ぐ時ブラがずれ下乳がポロリ!偶然見てしまった僕は思わず勃起! それに気付いた巨乳女子が発情した 2 巨乳ちゃん1名増員ver（3月6日、Hunter）
- セルフパイ舐め（3月15日、MARRION）
- 白金婦人会いじめ慰安旅行 〜セレブな鬼女たちが巨乳若妻を晒しものにする陰湿いじめ地獄温泉〜（3月20日、ROCKET）
- 羞恥放尿 人前で失禁&お漏らし（4月13日、マルクス兄弟）
- Jcup塚田詩織が素人くん宅に押し掛け自慢の爆乳でパイズリ狭射! 排卵日なのにカニ挟みで抜かずの逆強制連続（生）中出し!! 計30発!!（4月24日、ディープス）
- Jカップ 101cm マゾ乳 生中出し（4月25日、ゲインコーポレーション）
- 代理妊娠 3 不妊症の姉の為に義兄と中出しセックスをする爆乳女子校生（5月9日、クリスタル映像）
- スケベな家族がエッチなゲーム 一転知らずに近親相姦 息子なら母姉妹の裸当ててみて! 〜見て、触って、ハメて、息子はカラダのパーツだけで自分の家族がわかるかな!?〜 家族+叔母の家族でオール近親相姦7Pスペシャル（5月10日、ROCKET）
- えろえろスペルマ 4（6月6日、精液本舗）
- パイズリレディ（6月13日、HERO）
- 図書館で童貞男子のキ●タマが空っぽになるまで真顔で精子をヌキ尽くすド変態キャリアウーマン（6月19日、ATOM）
- ぽちゃドル 8 Jカップ黒人級むちむち肉尻の週末アイドル（6月20日、まぐろ物産）
- 爆乳ハミ出し痴漢〜公然羞恥に濡れた肉感バスガイド〜 (7月1日、Fitch)
- 18歳 天使の爆乳 Jカップ巨乳輪の6SEX 塚田詩織（7月1日、ABC）※総集編
- グラマー Jcup 101cm 塚田詩織（7月7日、デジタルアーク）
- BBB BIG BOOBS BUTT 塚田詩織 UNLIMITED（7月21日、メディア総販ソレイル）
- ぽちゃドル 10 ムチムチ肉尻ペットの7変化フェチ夏合宿（8月14日、まぐろ物産）
- 常夏沖縄でなんだか開放的な気分!! 水着のままでOK!!Vラインギリギリマッサージで困惑!? ビキニからはみ出す乳首っ!!日焼けした肌にちょっぴりしみるリゾートホテル併設オイルマッサージ（8月29日（レンタル）/9月12日（セル）、LEO）
- 調教レズビアン 野外虐待露出（9月19日、山と空）
- 一度ハメたチ○ポを、男湯で“生挿入して”探してこれたら100万円…のはずが 見知らぬ他人チ○ポを何本も生ハメして暴発真正中出し!! 賞金を掛けた「彼氏のチ○ポを当てる」カップルゲームで外れ→間違えて当てた他人チ○ポを男湯で探してくるゲームへ大発展!（9月25日、SODクリエイト）
- 男女混浴サウナで巨乳2人に挟まれ汗だくフル勃起（9月25日、ROCKET）
- 淫声 〜驚くほど奇抜な俺の彼女のアエギ声〜（9月25日、ROCKET）
- ボイン大好き しょう太くんのHなイタズラ 友達の爆乳お姉ちゃん編（10月2日、グローリークエスト）
- 避暑地の別荘でハメを外しているセレブ若妻に青姦中出しナンパ!!（10月3日、ドッグイア）
- 催眠素顔 11（10月15日、催眠研究所）
- 塚田詩織の密会プライベート 生中出しの牝奴隷アイドル（10月17日、まぐろ物産）
- 縛獄奴隷研究所 EPISODE 1 塚田詩織（10月25日、Baby Entertainment）
- 爆乳人妻レズビアン 〜夫の留守中に交わる卑猥な肉体〜（11月1日、Fitch）
- 催眠シェアハウス －欲情－（11月1日、催眠研究所別館）
- 着衣してても胸の大きさが隠しきれない女の子たち（11月20日、グローリークエスト）
- 同じ職場のあの子に2回連続でしゃぶられちゃった僕。（11月25日、アロマ企画）
- 催眠シェアハウス －性宴－（12月1日、催眠研究所別館）
- フェザータッチ手コキ 密着の吐息（12月13日、アロマ企画）
- くいこみ仮面 巨乳圧搾 絞り拷問 しばき鞭（12月19日、シネマジック）

2015年
- 「背徳の近親交尾」肉親に襲われてしまう少女たち（1月2日、ロリ専科）
- 接吻情事 巨乳と巨根 デカパイJKはデカチンポがお好き!（1月9日、接吻情事）
- 乳房 よめ/連れ子/おふくろ/むすめ/教え子（1月13日、FAプロ）
- むっちり爆乳妹 いいなりパイパン遊戯 豊満妹淫行 詩織（1月18日、ケー・トライブ）
- 巨乳地味子と淫行 むっちり爆乳の地味子をいいなり性交遊戯 しおり（2月16日、ケー・トライブ）
- 淫語パイズラー 塚田詩織（2月19日、ドグマ）
- 男女が媚薬を飲んで大乱交SEXを楽しむ最近話題の温泉混浴サークルに行ってきました!10名全員セックス!!（3月5日、サディスティックヴィレッジ）
- 優しいパイズリ 塚田詩織（3月6日、ドリームチケット）
- 全裸オイルキャットファイト4 ミドル級GP2015 (5月9日、ROCKET)
- おっぱい中毒レズビアン（5月13日、U&K）
- パンチラ見てたら挑発オナニーしてきたエロ女たち 2（5月20日、OFFICE K'S）
- マスターベーションインストラクション5 最強のオナ指示淫語マイスターSP (5月21日、ROCKET)
- 私をオモチャにしてください H大好き♡爆乳パイパン美少女 (6月21日、ケードライブ)
- 爆乳ハミ出し痴漢〜公然羞恥に濡れた肉感バスガイド〜 (7月1日、Fitch)
- 私のカラダでヌいて エロカワ爆乳パイパン姉ちゃん (7月19日、ケードライブ)
- 思わず○RECしたくなる 着衣爆乳おっぱい 3 詩織さん（21） (8月7日、unfinished)
- 私、本名でセックスしてました。 (9月4日、無名時代)
- ムッチリおっぱい半裸メイド (10月19日、OPPAI)
- おっぱい 夫婦交換 (11月13日、FAプロ)
- ギャル!ギャル!ギャル!ギャル!超乳ハーレム性交 (11月13日、E-BODY)
- パイパンJcup 彼トモ達に性玩具にされる、カレシに従順すぎる超ボインギャル。 (12月25日、シャーク)

2016年
- 「オフィスでヤりまくりSPECIAL 王様ゲームでHな命令をされたムチムチOLは恥ずかしがりながらも本当は嫌じゃない!」 VOL.1（1月21日、DANDY）
- 爆乳パイパン褐色コスプレイヤー淫交中出し撮影 (2月5日、クリスタル映像/NITRO)
- 狙われた 嫁の卑猥なデカパイ (2月12日、EROTICA)
- 巨乳地味子と淫行 むっちり爆乳の地味子をいいなり性交遊戯 (2月15日、ケー・ドライブ）
- 塚田詩織のハミ出る肉エロ (2月19日、まぐろ物産)
- 塚田詩織の爆乳劇場 Jcup! 101cm (3月1日、プラネットプラス)
- 経験豊富な優しい素人人妻が最高の童貞筆おろし 4 (3月5日、アイエナジー)
- 放課後の教室でセクハラ指導に発情してしまったソソる巨乳教育実習生 (3月17日、SOSORU×GARCON)
- BLACK DEVIL ～恥辱の理系美女拷問～ (3月25日、Baby Entertainment)
- バスト102cm Jcup中出し援交 しおり (4月7日、親父の個撮)
- はだかの家政婦 全裸家政婦紹介所 (5月1日、プラネットプラス)
- やけになって営業中の店内で犯した最低な俺を怒りもせず柔らかい巨乳と南国生まれのセックスで励ましてくれた愛しのフィリピーナ (6月9日、ナチュラルハイ)
- 爆乳娘は密着膣奥出しで甘える♪ (6月13日、MOODYZ)
- 巨乳デリヘル (6月25日、ゲインコーポレーション)
- Steel Hold vol．2 (7月1日、TEPPAN)
- 塚田詩織の着衣巨乳巨尻ぷるぷる尾行 (7月15日、まぐろ物産)
- Boin Grammar (7月25日、ゲインコーポレーション)
- ROCKET8周年記念作品マイクロビキニでドキッ!巨乳20人!水泳大会2016 (8月6日、ROCKET)
- 喰い込み肉着エロ 爆乳巨尻にまっしぐら! (8月19日、まぐろ物産)
- 黒ギャル マゾBODYオークション (9月1日、クリスタル映像) ※「AV OPEN 2016」エントリー作品
- デカ尻ボインでムッチムチ♪ (9月1日、MARRION)
- アナル絶対NGの塚田詩織を肛門でイカせたら即アナルファック解禁!! (9月1日、Fitch)
- 【驚愕】デリヘル呼んだら従姉の姉さん(爆乳)が来た結果…… (9月8日、タカラ映像/第一放送)

2017年
- 塚田詩織ウルトラBEST10時間 (1月20日、まぐろ物産) ※単体ベスト
- お姉さんの爆乳が卑猥過ぎて秒殺で悩殺!! (2月7日、unfinished)
- ショートヘアが可愛い爆乳すっぴんメガネっ娘 塚田詩織 Jカップ（101cm）超デカ100cmヒップ (2月7日、ケードライブ)
- お前のカラダは犯罪だ!ドすけべマシュマロガール保育士!! (3月7日、桃太郎映像出版)
- 大量ごっくんと真性中出し40連発120分ノンストップ1本勝負ガチンコ撮影会 (3月13日、Fitch)
- 皆のねとられ投稿話を再現します ウチの巨乳嫁が出所してきた元教え子に寝盗られました (3月19日、JET映像)
- このカラダ好きにしていいよ♡爆乳パイパンご奉仕ワイフ (3月21日、マザー)
- V 10周年記念 極太黒人解禁!!拘束デカマラ巨乳姦 (4月25日、V)
- 社内の爆乳上司はパワハラで部下を誘惑する淫乱ドスケベ痴女 (6月25日、WEEKENDER)
- 男装爆乳ガール (7月4日、マザー)
- 入院中の性処理を母親には頼めないからお見舞いに来た叔母にお願いしたら優しい騎乗位でこっそりぬいてくれた14 中出しスペシャル (7月6日、ナチュラルハイ)
- ソソる水着洗体で水着越しにマ○コにめり込むチ○ポに興奮!! (7月6日、SOSORU×GARCON)
- 近親相汗 「火照る肉体、蒸れた子宮、ガマンできない親子の本能」 (7月7日、ヴィーナス)
- 子供が欲しいデカ乳義母が旦那とのSEXレス解消のため「童貞を殺すセーター」を着用!刺激が強すぎてフル勃起が止まらない童貞息子に欲情した義母が優しく筆おろし生挿入!力任せの鬼ピストンで母性溢れるオッパイを激揺れさせながら何度も中出し懇願! (7月14日、V&R PRODUCE)
- エロ舌肉感グラマーBODYべろキス中毒 (7月21日、クリスタル映像/NITRO)
- 爆乳美人5人姉妹 (8月1日、unfinished)
- 一流企業会社員年収2000万エリート夫婦&建設作業員年収300万DQN夫婦 エリート短小包茎夫とスレンダー奥さん⇔DQNデカチン夫とグラマー爆乳アホ奥さん夫婦で入れ替わってみた話 トラウマNTR「どっちの夫がいいのかシロクロつけようじゃないか」 (9月1日、熟女はつらいよ)  ※「AV OPEN 2017」ドラマ部門 エントリー作品
- ヘンリー塚本 二十歳の嫁　不倫男に吸われるおっぱい/義父に舐められ吸われるおっぱい　塚田詩織(9月13日、FAプロ)
- はだかの訪問介護士 (10月1日、プラネットプラス)
- 爆乳パイパンガール 塚田詩織ちゃんとコスプレHしましょ♥(10月24日、マザー)
- 昭和人妻キネマ館 主婦売春(11月7日、ルビー)
- 彼女にフラれた僕を不憫に思った母ちゃんとコンドームをする約束でセックス！ゴムハメでは無反応だった母ちゃんがコンドームをこっそり外して生ハメしたら痙攣して何度も絶頂「すぐ良い娘が見つかるわよ」から「誰にも渡すもんですか」に態度が豹変し腰振り騎乗位が止まらない大逆転セックス！！　塚田詩織(11月7日、VENUS)
- 爆乳ムチムチ妻の下品なマラ喰い肉欲生活　塚田詩織(12月1日、プラネットプラス)
- 窒息注意！むっちりエクセレントボディ塚田詩織BEST4時間 日本人ばなれのワガママなカラダだけど…感度抜群なんです(12月7日、桃太郎映像出版)
- 人妻爆乳スペンス乳腺エステ　塚田詩織(12月22日、人妻花園劇場)

2018年
- お嬢様とメイドの激情レズ ～復讐が生んだ因縁の果実～　栄川乃亜 塚田詩織(1月19日、レズれ！)
- スポ魂女子体育大生 ユニフォームがムチムチ喰い込んじゃう健康BODYでイキまくりSEX(1月20日、STAR PARADISE)
- せんずりサポート～Jカップ爆乳～R-18　塚田詩織X(1月30日、オルスタックソフト販売)
- NITRO どすけべコスプレイヤー BEST(2月16日、クリスタル映像)
- 巨尻と巨尻が闘うボトムレス（下半身裸）バトル（2月22日、ROCKET）
- AV女優 裸コレクション 第七弾（3月9日、V＆R PRODUCE）
- 母と娘のレズビアン 奥日光の旅（3月19日、ルビー）
- GLAMOR 爆乳女子校生おっぱいハーレム（3月19日、デジタルアーク）
- 肉感イズム　塚田詩織（4月7日、ビッグ・ザ・肉道/妄想族）
- 子育てが一段落したデカ乳母が仕事復帰！久しぶりに着用したスーツから垣間見える谷間に童貞息子はフル勃起！母に媚薬を飲ませると触れるだけで感じる敏感ボディに！父には内緒で母性溢れるオッパイ堪能しながら何度も中出し！（4月13日、V＆R PRODUCE）
- BOIN BOIN ムチムチ爆乳淫乱痴女（4月25日、デジタルアーク）
- はだかの家政婦　総集編6人 4時間（5月1日、プラネットプラス）
- ノーブラおっぱいで誘惑してくる欲求不満な人妻 着衣なのにただの裸より断然卑猥に見えるけしからんエロボディに中出し！リアル乳袋を揉みしだき、服の上からベロで舐め回すと乳首が透けて丸見えに！(5月7日、かぐや姫Pt/妄想族)
- 陵辱FUCK10連発3（6月1日、中嶋興業）
- 半脱ぎデニムは拘束具 脱がしかけのジーパンで両足の自由を奪いそのまま力でねじ伏せ寝バック中出し！（6月7日、かぐや姫Pt/妄想族）
- 巨乳と評判の仲居さんがいる旅館に行って仲居さんを強引に口説いてハメ倒した盗撮映像 5（6月19日、ルビー）
- ガチンコ中出し！顔出し！人妻ナンパ in 新宿西口 ～こねくり乳首だいしゅき隠れドスケベ～（6月25日、ビッグモーカル）
- Jカップ爆乳美女「塚田詩織」が栃木県の山奥にある隠れ家的温泉宿に潜入！宿泊中の男性客を次々に誘惑してザーメン抜きまくり！（7月13日、ドバドバ大作戦/HERO）
- Rubber Mania Style～背徳のRubber Doll～　（9月11日、RUBBER LOVER）[9]
- まるっと!塚田詩織 (11月1日、プラネットプラス) ※単体ベスト
- 爆乳箱入り娘の官能小説 倒錯コスプレ令嬢・M  (11月7日、シネマジック)
- ご存知!爆乳クイーン参上 これぞマニア憧れのドエロ肉感 (11月9日、ケイ・エム・プロデュース/肉盛)
- 寝取らせ…夫のために肉体ご奉仕するJカップ性欲旺盛淫乱妻 (11月23日、クリスタル映像/テクノブレイク)

2019年
- 塚田詩織の爆乳劇場 VOL.2 Jcup101cm（2月1日、プラネットプラス/マラカス）
- 弟の嫁（3月8日、なでしこ）

2022年
- 本番無しのデリヘルを呼んだら地味で大人しい同僚の事務員がやって来た…この女今日から俺の生ハメ爆乳玩具 塚田詩織（2月25日、Fitch）[8]

### イメージDVD
- Jカップの現役女子大生アイドル（2013年8月23日、OMEGAω）※「由奈みるく」名義
- 快感美少女（2015年1月23日、INTEC Inc）

### 写真集
- 原寸大おっぱい図鑑 Ecstasy（2017年11月17日、一迅社　撮影：須崎祐次）Jカップ担当[10]

### テレビ
- ビ〜チ9 （2017年8月、テレビ埼玉） - マンスリーゲスト

### 映画
- 日本夜伽話　パコってめでたし（2017年7月28日、オーピー映画、監督：荒木太郎） - 若き日の浦島さなえ 役[11]
- 孤狼の血（2018年、白石和彌監督） - 遊女 役
- ギャル番外地2　またシメさせてもらいます（2020年10月23日、オーピー映画）[12]

### ゲーム
- ゲオTVドアップ25【OPPAIパネル出題】二つ名は「沈黙のデカパイ娘」（2020年10月1日、ゲオTV）[13][14][15]